# چوی مین هو
چوی مین هو (کره‌ای: 최민호؛ زادهٔ ۹ دسامبر ۱۹۹۱) که بیشتر با نام مین‌هو (انگلیسی: Minho) شناخته می‌شود، رپر، خواننده، ترانه‌پرداز و بازیگر اهل کره جنوبی است. او فعالیت خود را در سال ۲۰۰۸ به عنوان عضوی از گروه پسرانه کره‌ای شاینی آغاز کرد که بعداً یکی از پرفروش‌ترین آرتیست‌های کره‌ای شد. در کنار فعالیت‌های گروهی، او نخستین بازیگری را در سال ۲۰۱۰ در درام ویژه شبکه کی‌بی‌اس۲ به نام پیانیست انجام داد و در مجموعه‌های تلویزیونی همچون استاد سمندر و سایه‌ها (۲۰۱۲)، به زیبایی تو (۲۰۱۲)، تیم برتر پزشکی (۲۰۱۳)، چون اولین باره (۲۰۱۵)، هوارانگ: جوانان جنگجوی شاعر (۲۰۱۶) و شگفت‌انگیز (۲۰۲۲) ایفای نقش کرده است. نخستین بازی فیلم بلند او در فیلم کانولا (۲۰۱۶) است. به عنوان هنرمند انفرادی او تک‌آهنگ‌های دیجیتال «من خونه‌ام» و «دل‌شکستگی» را منتشر کرد.

## فیلم‌شناسی

### فیلم
| سال  | عنوان                      | نقش          | توضیحات              | منابع  |
| ---- | -------------------------- | ------------ | -------------------- | ------ |
| ۲۰۱۲ | من هستم                    | خودش         | مستند اس‌ام تاون      | [ ۳ ]  |
| ۲۰۱۵ | اس‌ام تاون د استیج          | خودش         | فیلم کنسرت اس‌ام تاون | [ ۴ ]  |
| ۲۰۱۶ | کانولا                     | هان یی       |                      | [ ۵ ]  |
| ۲۰۱۶ | از حد گذشته                | جین ایل      |                      | [ ۶ ]  |
| ۲۰۱۸ | شاهزاده خانم و دلال ازدواج | سو گا یون    | حضور ویژه            | [ ۷ ]  |
| ۲۰۱۸ | ایلانگ: تشکیلات گرگ        | کیم چول جین  |                      | [ ۸ ]  |
| ۲۰۱۹ | نبرد جانگساری              | چوی سونگ پیل |                      | [ ۹ ]  |
| ۲۰۲۲ | نیو نرمال                  | هون          |                      | [ ۱۰ ] |

### مجموعه تلویزیونی
| سال       | عنوان                       | نقش          | توضیحات            | منابع  |
| --------- | --------------------------- | ------------ | ------------------ | ------ |
| ۲۰۰۸      | تو باارزش منی               | خودش         | حضور ویژه          |        |
| ۲۰۱۰      | پیانیست                     | اوه جه رو    | درامای ویژه کی‌بی‌اس | [ ۲ ]  |
| ۲۰۱۲      | استاد سمندر و سایه‌ها        | چوی مین هیوک | سیتکام             | [ ۱۱ ] |
| ۲۰۱۲      | به زیبایی تو                | کانگ ته جون  |                    | [ ۱۲ ] |
| ۲۰۱۳      | تیم برتر پزشکی              | کیم سونگ وو  |                    | [ ۱۳ ] |
| ۲۰۱۵      | چون اولین باره              | یون ته اوه   |                    | [ ۱۴ ] |
| ۲۰۱۶      | تنهایی نوشیدن               | خودش         | حضور افتخاری       | [ ۱۵ ] |
| ۲۰۱۶–۲۰۱۷ | هوارانگ: جوانان جنگجوی شاعر | کیم سو هو    |                    | [ ۱۶ ] |
| ۲۰۱۷      | یه جورایی ۱۸                | اوه کیونگ هی |                    | [ ۱۷ ] |
| ۲۰۱۷      | زیباترین خداحافظی دنیا      | جونگ سو      | مینی‌سریال ۴ قسمتی  | [ ۱۸ ] |
| ۲۰۲۰–۲۰۲۱ | دلباخته در شهر              | اوه دونگ شیک | حضور افتخاری       | [ ۱۹ ] |
| ۲۰۲۱      | سلول‌های یومی                | چه وو گی     | حضور ویژه          | [ ۲۰ ] |
| ۲۰۲۲      | شگفت‌انگیز                   | جی وو مین    |                    | [ ۲۱ ] |
| ۲۰۲۴      | عشق در خانه                 | نام ته پیونگ |                    |        |